# Dysauxes ragusaria
Dysauxes ragusaria là một loài bướm đêm thuộc phân họ Arctiinae, họ Erebidae.